# Hadena nipana
Hadena nipana là một loài bướm đêm trong họ Noctuidae.